# Mr. Mugwump's Jealousy
Mr. Mugwump's Jealousy è un cortometraggio muto del 1910 diretto da Frank Wilson.

## Trama
La gelosia di Mr. Mugwump viene attizzata dalla visita di uno sconosciuto alla moglie. Dopo aver aggredito il supposto rivale, Mugwump scopre che questi è suo cognato, il fratello della moglie.

## Produzione
Il film fu prodotto dalla Hepworth.

## Distribuzione
Distribuito dalla Hepworth, il film - un cortometraggio di 198,12 metri - uscì nelle sale cinematografiche britanniche nel luglio 1910.
Si conoscono pochi dati del film che, prodotto dalla Hepworth, fu distrutto nel 1924 dallo stesso produttore, Cecil M. Hepworth. Fallito, in gravissime difficoltà finanziarie, il produttore pensò in questo modo di poter almeno recuperare il nitrato d'argento della pellicola.